# Нація прозаку
Нація прозаку (англ. Prozac Nation) — художній фільм 2001 року. Заснований на однойменній автобіографії журналістки Елізабет Вурцель, в якій описано досвід боротьби Елізабет з атиповою депресією. Назва є відсиланням до «Прозаку», торгової марки приписаного їй антидепресанту.

## Сюжет
Героїня фільму — Елізабет «Ліззі», юна, обнадійлива журналістка, музична критикиня, має сильну депресію, можливо, пов'язану з розлученням батьків, які розійшлися, коли Ліззі було два роки. Навчання в Гарварді, вечірки, зловживання алкоголем і наркотиками, безладне сексуальне життя лише погіршують її стан. У підсумку після страшного нервового зриву їй приписують прозак, і цей препарат, хоча позірно, повертає її до життя.
Ліззі пише статтю для музичної рубрики в Гарвардській газеті. За цю статтю їй вручають премію «Роллінг Стоун», але через деякий час Ліззі вже не може писати, застрягши в порочному колі зловживання психоактивними речовинами та алкоголем.
Багатонадійна літературна кар'єра Ліззі, як і її психічне і фізичне здоров'я, перебувають під загрозою. Мати відправляє її на дороге психіатричне лікування. Після тривалого періоду реабілітації, під впливом ліків, і спроби суїциду, Ліззі стабілізується і починає пристосовуватися до життя такою, яка вона є насправді.

## У ролях
| Актор              | Роль             |
| ------------------ | ---------------- |
| Крістіна Річчі     | Елізабет Вурцель |
| Джейсон Біггс      | Рейф             |
| Енн Гейч           | доктор Стерлінг  |
| Мішель Вільямс     | Рубі             |
| Джонатан Ріс-Маєрс | Ноа              |
| Джессіка Ленґ      | місіс Вурцель    |
| Джессі Мосс        | Сем              |
| Ніколас Кемпбелл   | Дональд          |
| Лу Рід             | камео            |
| Емілі Перкінс      | Елен             |

## Випуск
Світова прем'єра фільму відбулася на Міжнародному кінофестивалі в Торонто 8 вересня 2001 року; права на розповсюдження придбала компанія Miramax Films.
Фільм випущено в Норвегії, в серпні 2003 року, але на американському ринку вийшов на національному рівні. Прем'єра на каналі Starz відбулася в березні 2005 року, і того ж літа фільм випущено на DVD.
Френк Дізі, співавтор сценарію, поділився своєю думкою з The Guardian про те, що Miramax не випустила фільм: «Це правдивий опис депресії. І я думаю, що причина, з якої Miramax так вчинили, полягає в тому, що у фільму немає традиційної драматичної структури. Подивіться на книгу: Елізабет цілком ясно, що Прозак допоміг їй, але в читачів залишається дилема, бо, можливо, вона більше не знає, хто вона. Людям, які пережили депресію, подобається цей аспект фільму, але багатьом це не подобається, наприклад, Miramax.»

## Критика
Фільм отримав переважно негативні відгуки критики.
На сайті Rotten Tomatoes фільм має рейтинг 28 %, на основі 25 рецензій, із середньою оцінкою 4,6 з 10.

## Саундтрек
Список пісень, які прозвучали, згідно з кінцевими титрами:
1. «The Promise» — Брюс Спрінгстін
2. «Mystery Achievement» — The Pretenders
3. «I Will Dare» — The Replacements[en]
4. «Perfect Day» — Лу Рід
5. «Sweet Jane» — Лу Рід
6. «Keep the Promise» — The Pontiac Brothers[en]
7. «Ivory Tower» — The Long Ryders[en]
8. «Who Is Who» — Adolescents[en]
9. «The Real West» — Thin White Rope[en]
10. «Das Testament des Dr. Mabuse» — Propaganda[ru]